# 高揚
| ウィキペディアには「高揚」という見出しの百科事典記事はありません（タイトルに「高揚」を含むページの一覧/「高揚」で始まるページの一覧）。 代わりにウィクショナリーのページ「高揚」が役に立つかもしれません。 |